# Siti binti Saad
Siti binti Saad, née en 1880 à Fumba, morte en 1950, est une chanteuse de l'archipel de Zanzibar (actuellement en Tanzanie) d'expression swahilie, qualifiée de mère du taarab.

## Biographie
Elle est née à Fumba, au sud de l'île de Unguja, au sein d'une famille pauvre. Sans instruction, elle est formée par sa mère à fabriquer et vendre des poteries, comme marchande ambulante, chantant dans les rues de son village natal pour attirer l'attention,.
Elle est amenée à quitter Fumba pour gagner la ville de Zanzibar. Elle y rencontre un groupe de musiciens, entièrement composé d'hommes, y apprend l'arabe, perfectionne ses techniques vocales, et, bien qu'accueillie au départ avec réticence, pour ses origines modestes et en tant que femme là ou traditionnellement les interprètes sont des hommes, se créée une renommée comme chanteuse de taarab,. Elle devient la chanteuse la plus souvent invitée à la cour du sultan de Zanzibar, mais réunit également autour d'elle un public de plus en plus important et fervent, et popularise ces concours de chants. Elle renoue également avec les racines du continent noir, et introduit dans ses créations, en plus de l'arabe, des chants en swahili, au son du violon, du luth, de la derbouka et du tambourin. 
En 1928, alors que sa renommée est déjà acquise, elle voyage dans l'Empire britannique des Indes, et enregistre une partie significative de son répertoire sous le label His Master's Voice de la Gramophone Company. Elle y retourne en 1929 pour des enregistrements complémentaire. Ses textes sont à la fois allégoriques et remplis d'allusions à la vie à Zanzibar, aux inégalités, aux injustices, avec des commentaires critiques. Elle ouvre la voie à différentes chanteuses, et prend notamment sous sa protection la jeune Bi Kidude, de trente ans sa cadette. Elle meurt en 1950. En 1958, le poète tanzanien Shaaban bin Robert (en) lui consacre une biographie.

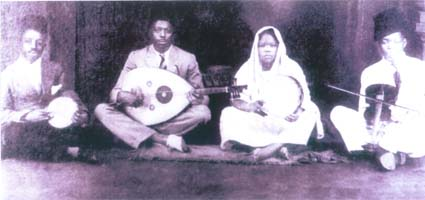